# فايبرات

كلوفايبرات

جمفبروزيل

إيتوفايبرات

ألمنيوم كلوفيبرات

الفايبرات أو الفيبرات في علم الصيدلة؛ هي فئة من الأحماض الكربوكسيلية أمفيباثيك متقابلة الرمز (متقابلة الرمز: هو مصطلح يصف المركب الكيميائي الذي يمتلك خاصيتي حب الماء وحب الدهون). وهي تستخدم لمجموعة من الاضطرابات الأيضية، بشكل اساسي الكوليسترول (ارتفاع الكوليسترول في الدم)، وهي بالتالي خافض للشَحْمِيَّاتِ والدهون في الدَّم.
هذه المجموعة انحسر استخدامها بعد اكتشاف الستاتينات الأكثر فعالية وكفاءة والأسهل استخداما، بحيث أنها صارت خطا ثانيا في العلاج أو تضاف إلى العلاج لكنها ما زالت خطا اولا في علاج حالات ارتفاع الدهون الثلاثية لكون الفايبرات أكثر كفاءة من الستاتين في علاجها رغم وجود أدوية جديدة ضمن الستاتين مثل أتورفاستاتين له فعالية قد تكون أكبر من الفايبرات في تخفيض الدهون الثلاثية

## الأنواع
بيزافايبرات Bezafibrate (مثل بيزاليب Bezalip)
سيبروفايبرات Ciprofibrate (مثل موداليم Modalim)
كلوفايبرات Clofibrate (قديمة إلى حد كبير بسبب الآثار الجانبية الشخصية، مثل حصى في المرارة)
جمفيبروزيل Gemfibrozil (مثل لبيد Lopid)
فينوفيبرات Fenofibrate (مثلاً تريكور TriCor)
كلينوفايبرات Clinofibrate (مثل ليبوكلين Lipoclin).

## اسْتِطْبابات ودواعي الاستخدام
فايبرات تستخدم في علاج أشكال كثيرة من ارتفاع الكوليستيرول، عادة تُعطى بالإضافة إلى الستاتينSTATINS
.) تدعم التجارب السريرية استخداماتها كعلاج وحيد، وتقوم فايبرات تقوم بتقليل عدد النوبات القلبية غير المميتة، لكن لا تقوم بتحسين جميع أسباب الوفيات لذلك تستخدم فقط مع الاشخاص الذين لا يحتملون الستاتين.)
بالرغم من أن فايبرات اقل فاعلية في تخفيض مستوى الدهون الثلاثي triglycerides ومستوى البروتين الدهني قليل الكثافة LDL (البروتين الدهني غير الضار) عن طريق تقليل مستوى الدهون الثلاثية Triglycerides وزيادة مستوى البروتين الدهني عالي الكثافة HDL (البروتين الدهني الضار بالجسم)، الا أنها تعمل على تقليل مقاومة الانسولين عندما يكون ارتفاع الدهون مرتبط مع خلل ايضي في الجسم (كارتفاع ضغط الدم والنوع الثاني السكري). ولذلك فإنها تستخدم في العديد من حالات ارتفاع نسبة دهون في الدَّم. فايبرات ليست مناسبة للمرضى الذين يعانون من انخفاض مستويات البروتين الشَّحْمِيُّ المُرْتَفِعُ الكثافة HDL.
وفقا «لإدارة الأغذية والعقاقير الأمريكية»، فإنه من المستحسن التحقق من مستويات HDL-C خلال الأشهر القليلة الأولى بعد بدء العلاج في فايبرات. إذا كان مستوى HDL-C منخفض بشكل شديد ينبغي سحب علاج فايبرات، ومراقبة مستوى HDL-C إلى أن يعود مستواه إلى الأساسي. ولا ينبغي أن يتم إعادة العلاج بفايبرات بعد ذلك.

## آليات العمل
تتوافر أدلة من الدراسات على القوارض والبشر للإشارة إلى خمس آليات رئيسية وراء التعديل المذكور أعلاه للبروتين الدهني التي تعمل بها فايبرات
- مقدمة عن تحلل دهني للبروتين شَحْمِيّ: يمكن أن تكون الزيادة في تحلل البروتين الثلاثي الغني بالدهون الشحمية Triglycerides انعكاسا للتغيرات في نشاط الانزيم المسؤول عن تحليل البروتينات الدهنية أو زيادة فرص حصول البروتين الثلاثي الغني بالدهون الشحمية للتحلل عن طريق الانزيم المحلل للبروتينات الدهنية نظراً لانخفاض محتوى الثالث قامت TRL.
- امتصاص الكبد للأحماض الدهنية والحد من إنتاج الدهون الثلاثية في الكبد: في القوارض، تزيد فايبرات امتصاص الأحماض الدهنية والتحويل إلى الاسيتل الانزيمي A في الكبد نتيجة استحثاث بروتين ناقل الاحماض الذهنية وزيادة نشاط تصنيع الاسيتل الانزيمي A. تعريف مسار ß-الأكسدة مع انخفاض الاحماض الذهنية عن طريق فايبرات يؤدي إلى انخفاض توفر الأحماض الدهنية لتصنيع الدهون الثلاثية، عملية يتم تضخيمها بتثبيط حساسية لهرمون تحلل الدهون في الأنسجة الدهنية عن طريق فايبرات.
- زيادة إزالة جسيمات البروتين الشَّحْمِيُّ الخَفيضُ الكَثافة HDL: نتائج العلاج بفايبرات في يزيد تشكيل البروتين الشَّحْمِيُّ الخَفيضُ الكَثافة مع زيادة انجذابها نحو لمستقبلاتها، مما يزسيد من سرعة عملية هدمها.
- تخفيض في تبادل الدهون المحايدة (cholesteryl ester and triglyceride) بين البروتينات الشَّحْمِيَّةُ قليلة جدا الكَثافَة VLDL والبروتين الشَّحْمِيُّ المُرْتَفِعُ الكَثافَة HDL من تقليل مستوى الدهون الثلاثيه في البلازما.
- زيادة البروتين الشَّحْمِيُّ المُرْتَفِعُ الكَثافَة HDL ومعاكسة نقل الكوليستيرول: فايبرات تزيد من تصنيع apoA-1 وapoA-2)بروتينات دهنية) في الكبد، التي قد تسهم في زيادة تركيزات البلازما للبروتين الشحمي مرتف الكثافة وزيادة كفاءة نقل الكوليستيرول بالعكس.

## الاعراض الجانبية
معظم فايبرات تسبب ارباك معوي خفيف (وجع خفيف مع زيادة مستوى فًسْفُوكينازُ الكِرْياتين)، ولأن فايبرات تزيد من مستوى المحتوى الصفراوي من الكوليستيرول لذلك فأنها تزيد من خطر الإصابة في حصى المرارة.
اعراضها متفاوتة ما بين اعراض على عضل القلب أو مابين زياده احتماليه حدوث حصاه الكيس الصفراء
كما ان استخدامها مع أي دواء من مجموعة الستاتين يزيد من احتمالية حدوث اعراض وهن العضلات
جمع فايبرات مع الستاتين Statins يؤدي إلى زيادة خطر انْحِلاَلُ الرُّبَيْدَات، أي تدمير لانسجة العضلات، مما يؤدي إلى الفشل الكلوي. وقد سحب دواء ستاتين القوية، سيريفاستاتين (ليبوباي)، بسبب هذا التعقيد. كلما قل الستاتين المحب لدهون كلما قلت هذه التفاعلات، ومن الممكن ان يكون أكثر اماناَ عندما يجمع مع فايبرات.
سمية الادوية تشمل الضرر الكلوي الحاد.

## علم الأدوية

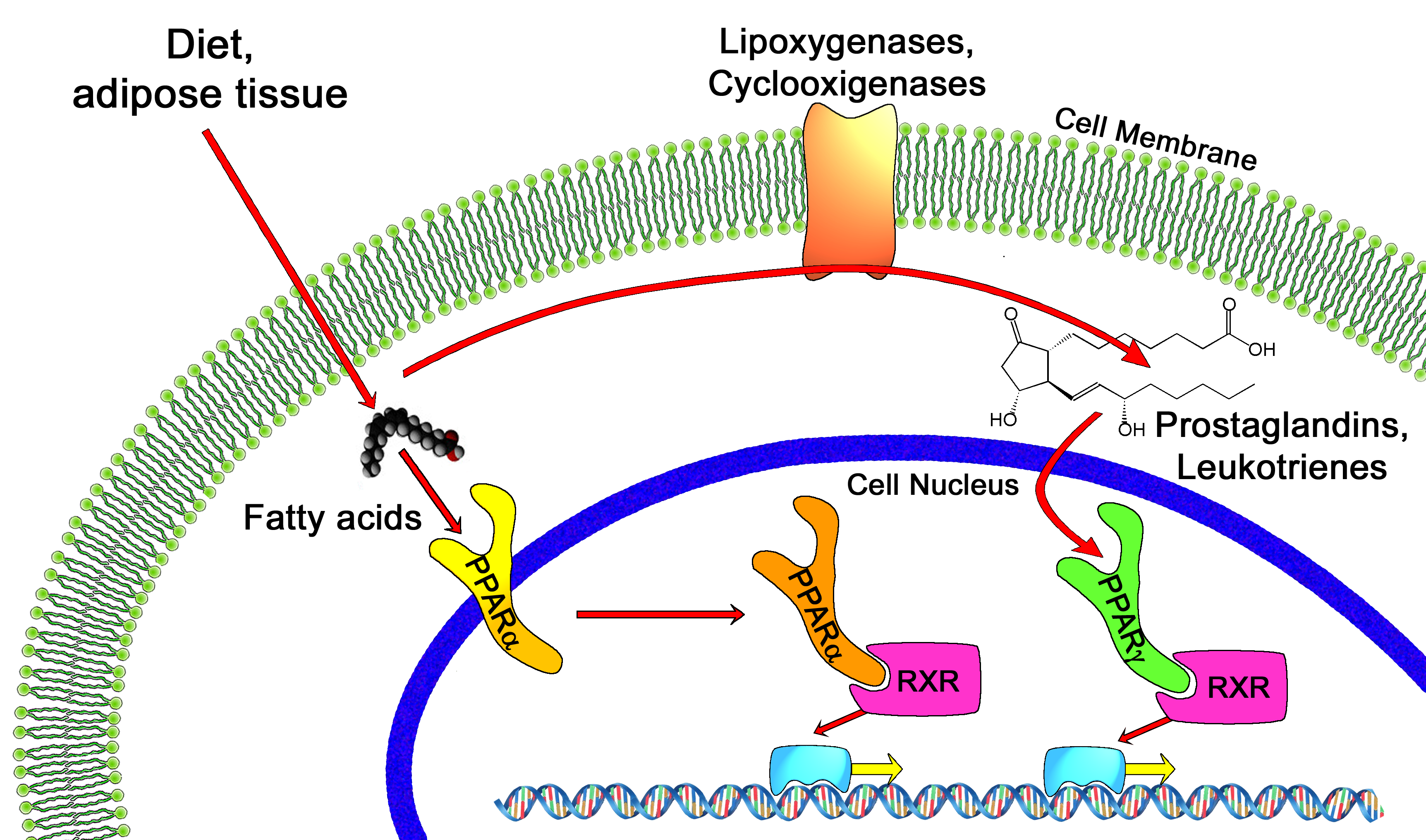
PPAR

بالرغم من انه تم استخدم سريرياَ منذ عام 1930, إذا لم يكن قبل ذلك كذلك، فإن آلية عمل فايبرات غير واضحة كليًا، في 1990, تم اكتشاف أن فايبرات تعمل على تنشيط PPAR, خاصة PPAR-alpha. PPAR هي فئة من مستقبلات داخل الخلايا التي تعدل التمايز الكربوهيدرات والدهون الأيض والأنسجة الدهنية.
تنشيط PPAR يزيد من زيادة نسخ عدد الجينات التي تسهل ايض الدهون.
فايبرات ترتبط هيكلياً وعقاقيري إلى thiazolidinediones، فئة جديدة من العقاقير المضادة السكري التي تعمل أيضا على PPAR (تحديداً PPARγ).
فايبرات ركيزة من (مؤيض عن طريق) CYP3A4.(8)
فايبرات ضهرت انها تزيد من عمر دودة ايليجانس C.(9)

## أمثلة الفايبرات
- كلوفايبرات
- بيزافايبرات
- جمفبروزيل
- فينوفايبرات
- سيمفايبرات
- رينوفايبرات
- سيبروفايبرات
- إيتوفايبرات
- كلوفايبرات
- كلينوفايبرات

## انظر ايضاً
- ستاتين
- فرط ثلاثي غليسيريد الدم